# Campeonato de Fútbol Playa de la AFC 2008
El Campeonato de Fútbol Playa de la AFC 2008 fue la tercera edición del torneo de fútbol playa a nivel de selecciones nacionales más importante de Asia organizado por la AFC y que contó con la participación de 6 selecciones nacionales del continente.
Emiratos Árabes Unidos, campeón de la edición anterior, venció a Japón en la final disputada en Dubái para retener el título.
Ambos finalistas junto a Irán clasificaron para la Copa Mundial de Fútbol Playa FIFA 2008.

## Participantes
| - China - Irán | - Japón - Filipinas | - Emiratos Árabes Unidos - Uzbekistán |

## Fase de grupos

### Grupo A
| Equipo                 | Pts. | J | G | E | P | GF | GC | GD |
| ---------------------- | ---- | - | - | - | - | -- | -- | -- |
| Emiratos Árabes Unidos | 6    | 2 | 2 | 0 | 0 | 11 | 2  | +9 |
| China                  | 3    | 2 | 1 | 0 | 1 | 4  | 8  | -4 |
| Uzbekistán             | 0    | 2 | 0 | 0 | 2 | 5  | 10 | -5 |

| Equipo 1               | Resultado | Equipo 2               |
| ---------------------- | --------- | ---------------------- |
| Uzbekistán             | 2-6       | Emiratos Árabes Unidos |
| China                  | 4-3       | Uzbekistán             |
| Emiratos Árabes Unidos | 5-0       | China                  |

### Grupo B
| Equipo    | Pts. | J | G | E | P | GF | GC | GD |
| --------- | ---- | - | - | - | - | -- | -- | -- |
| Japón     | 5    | 2 | 1 | 1 | 0 | 9  | 3  | +6 |
| Irán      | 3    | 2 | 1 | 0 | 1 | 6  | 3  | +3 |
| Filipinas | 0    | 2 | 0 | 0 | 2 | 4  | 13 | -9 |

| Equipo 1  | Resultado      | Equipo 2  |
| --------- | -------------- | --------- |
| Filipinas | 2-8            | Japón     |
| Irán      | 5-2            | Filipinas |
| Japón     | 1-1 (1-0 Pen.) | Irán      |

## Fase final

### Semifinales
| Equipo 1               | Resultado | Equipo 2 |
| ---------------------- | --------- | -------- |
| Emiratos Árabes Unidos | 3-1       | Irán     |
| Japón                  | 7-1       | China    |

### Tercer lugar
| Equipo 1 | Resultado | Equipo 2 |
| -------- | --------- | -------- |
| Irán     | 4-1       | China    |

### Final
| Equipo 1               | Resultado | Equipo 2 |
| ---------------------- | --------- | -------- |
| Emiratos Árabes Unidos | 4-3       | Japón    |

## Campeón
| Campeonato de Fútbol Playa de la AFC 2008 |
| ----------------------------------------- |
| Bandera de Emiratos Árabes Unidos         |
| Emiratos Árabes Unidos 2º Título          |

## Posiciones finales
| Pos. | Equipo                 |
| ---- | ---------------------- |
| 1    | Emiratos Árabes Unidos |
| 2    | Japón                  |
| 3    | Irán                   |
| 4    | China                  |
| 5    | Uzbekistán             |
| 6    | Filipinas              |